# Alberto III de Austria
Alberto III de Austria (Viena, 9 de septiembre de 1349-Laxenburg, 29 de agosto de 1395), duque de Austria, hijo de Alberto II y de Juana de Ferrette. Compartió el gobierno con su hermano Leopoldo.
Ambos fueron formalmente enfeudados con los ducados de Austria, Estiria, Carintia, y Carniola por el emperador Carlos IV. En 1369, los duques Habsburgo sucedieron al último conde de Tirol, Meinhard III, cuando después de un prolongado conflicto, el duque de Baviera, Esteban II, de la Casa de Wittelsbach, renunció finalmente a sus derechos.
Con el trascurso del tiempo, creció la tensión entre los dos hermanos, y en 1379, Alberto y Leopoldo dividieron los territorios Habsburgo por el tratado de Neuberg, quedándose Leopoldo con Estiria, Carintia, Carniola (Austria Interior), Tirol (Alta Austria), y los dominios que la casa de Austria poseía en Suabia (Austria Anterior), Suiza y Alsacia, mientras que Alberto se quedó con Austria propiamente dicha (Baja Austria).
Leopoldo apeló a la guerra para someter los cantones de Berna, Zug y Zúrich, fue derrotado y asesinado en la batalla de Sempach. Alberto reunió ya todos los estados de su familia, asumiendo la regencia de sus sobrinos, y ajustó una tregua con los cantones suizos. Hombre de estudio y de bastantes conocimientos, consagró todo el tiempo de que podía disponer a las ciencias y letras y creó cátedras de matemáticas y teología en la Universidad de Viena.

## Familia e hijos

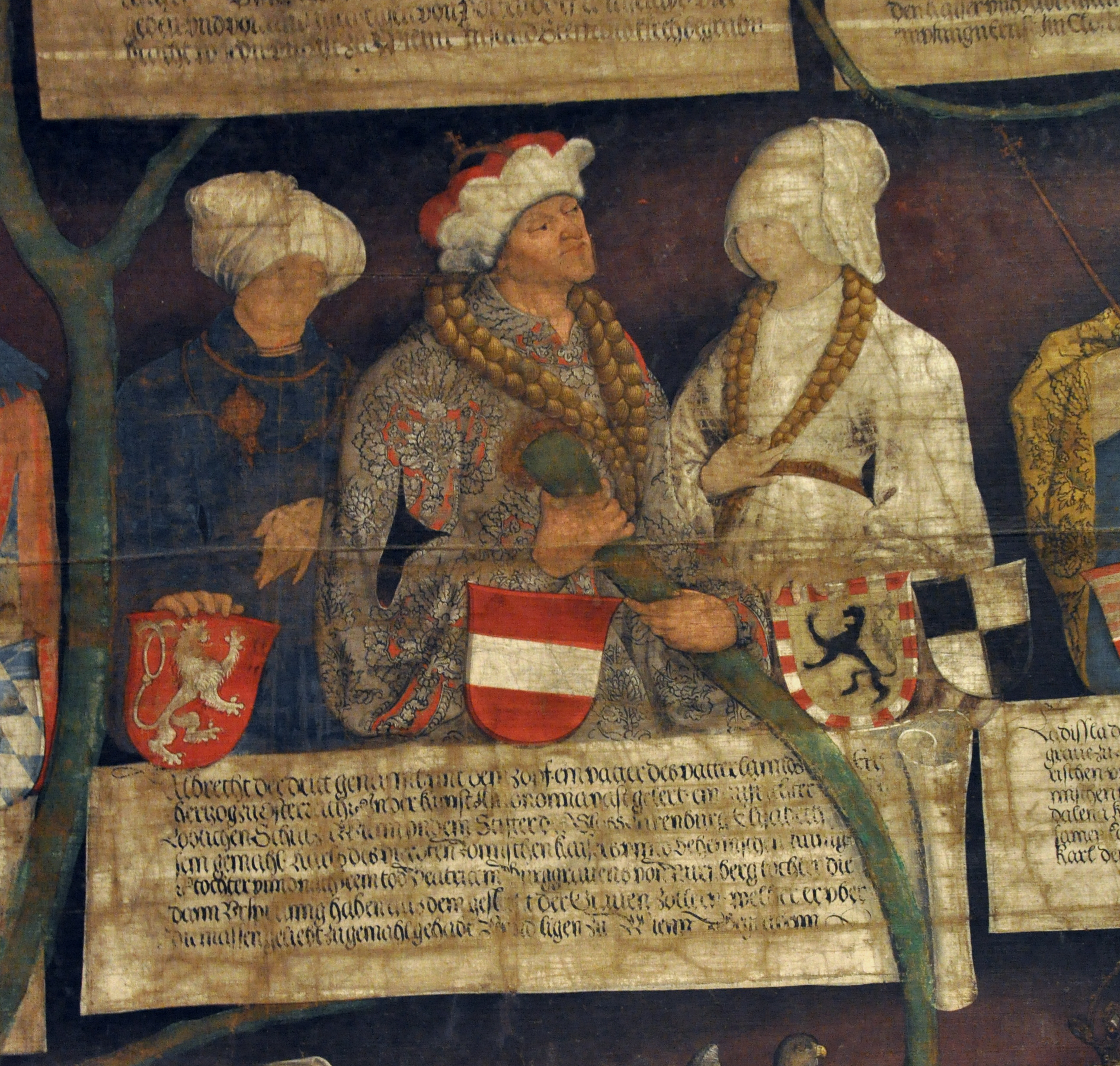
Alberto y sus viudas, Elisabeth (izquierda) y Beatriz (derecha), Habsburg pedigree, 1497

Alberto III se casó dos veces. El primer matrimonio, después del 19 de marzo de 1366, fue con Elisabeth de Bohemia, hija del emperador Carlos IV. No tuvieron hijos, ya que ella murió a los quince años. Después se casó con Beatriz de Núremberg, hija del burgrave Federico V y de Isabel de Meissen. Tuvieron un hijo, Alberto IV, que le sucedió
| Predecesor: Rodolfo IV | Duque de Austria 1365-1395 nominalmente desde 1358 con Leopoldo III (1358/1365-1386) | Sucesor: Alberto IV  |
| Predecesor: Rodolfo IV | Conde de Tirol 1365-1395 con Leopoldo III (1365-1386)                                | Sucesor: Leopoldo IV |

- Datos: Q166853
- Multimedia: Albert III, Duke of Austria / Q166853